# Damien Miller
Damien Patrick Miller är en australisk diplomat, som 2013 var den första australiska aborigin att utses till ledare av en av Australiens diplomatiska beskickningar.

## Karriär
Den 1 april 2013 utsåg Australiens utrikesminister Bob Carr Miller till Australiens nye ambassadör till Danmark, med sidoackreditering till Island och Norge.  Han ersatte tidigare ambassadören James Choi.

## Privatliv
Miller sammanlever med Neill Seeto.